# Municipio de Fairville
El municipio de Fairville (en inglés: Fairville Township) es un municipio ubicado en el condado de Wells en el estado estadounidense de Dakota del Norte. En el año 2010 tenía una población de 35 habitantes y una densidad poblacional de 0,38 personas por km².

## Geografía
El municipio de Fairville se encuentra ubicado en las coordenadas 47°37′26″N 99°19′10″O / 47.62389, -99.31944. Según la Oficina del Censo de los Estados Unidos, el municipio tiene una superficie total de 91.66 km², de la cual 91,57 km² corresponden a tierra firme y (0,1 %) 0,09 km² es agua.

## Demografía
Según el censo de 2010, había 35 personas residiendo en el municipio de Fairville. La densidad de población era de 0,38 hab./km². De los 35 habitantes, el municipio de Fairville estaba compuesto por el 100 % blancos. Del total de la población el 0 % eran hispanos o latinos de cualquier raza.